# ニューヨークセントラル鉄道Sクラス蒸気機関車
ニューヨークセントラル鉄道Sクラス蒸気機関車は、ニューヨーク・セントラル鉄道の蒸気機関車。ナイアガラの愛称で知られる。

## 概要
蒸気機関車の技術が成熟した時期に製造された。外観はユニオン・パシフィック鉄道のFEFに似ているが相違点もある。車輪配置は4-8-4で牽引力は61,570 lbf (273.9 kN)だった。特徴は、イギリス流の走行中に水をくみ、テンダーに給水するシステムと車両限界である。ユニオン・パシフィック鉄道のFEFが4928mmに対し、この機関車は4616mmである。NYCは車両限界が他の鉄道よりも小さかったため、ドームレスにして可能な限りボイラーを太くした。ベーカー弁装置とロッドはコロ軸受けを使い、ロッドのなどのレシプロ部に軽合金や特殊鋼を使うなどの軽量化を図り片側703kgに抑えることができた。最高馬力は6700馬力を出し、ドローバー出力4850馬力を出した。1945年から1946年の間にS-1a形1両、S-1b形25両、S-2a形1両の27両が生産された。しかし、50年代に差し掛かるとニューヨークセントラル鉄道の業績が悪化し、運行コストがかかる蒸気機関車からディーゼル機関車への置き換えが急ピッチで行われた結果、製造からわずか5年で全機が廃車になった。保存機は存在しない。